# Ogni sedia ha il suo rumore
Ogni sedia ha il suo rumore è un film documentario del 1995 diretto da Antonietta De Lillo.
Il film è stato presentato al Locarno Festival.

## Trama
Alda Merini, una delle più importanti poetesse del novecento, si confessa senza inibizioni raccontando la sua sofferta vita. Il ritratto alterna la conversazione con la poetessa ai frammenti delle sue poesie interpretate da Licia Maglietta (tratti dello spettacolo teatrale Delirio amoroso). 
L'incontro tra queste due donne e la loro fusione artistica, ci restituiscono fragilità e grandezza di una donna travolta dall'eccesso di amore.